# Port Stanley
Port Stanley (en anglès també simplement Stanley o en Espanyol com a Puerto Argentino) és la capital de les illes Malvines. Es troba a l'illa Malvina de l'Est al sud del port Stanley. Té 2.115 habitants (2006).

## Història
La capital original de les Malvines era Port Louis situada al nord de Port Stanley però es va canviar a partir de 1845 per tenir un millor port. Port Stanley es va especialitzar en la indústria de la reparació dels vaixells que passaven per l'estret de Magallanes, després va ser una base balenera i de foques. Més tard va ser un dipòsit de carbó per la Royal Navy això va fer que quedés implicat en la Primera i Segona Guerres Mundials i la Guerra de les Malvines.
L'excessiva extracció de torba va provocar esllavissades amb víctimes mortals i destrucció de part de la ciutat entre 1879 i 1886.
Durant la Segona Guerra Mundial, s'hi van internar feixistes britànics.
Stanley va ser ocupat per l'exèrcit de l'Argentina durant deu setmanes en la guerra de les Malvines. Va ser rebatejat Puerto Argentino. Stanley va patir molts danys durant la guerra i encara hi resten mines.

## Clima
És subpolar oceànic i molt ventós. La pluviometria anual és de 604 litres.
| Temperatures i precipitacions mitjanes de Stanley | Temperatures i precipitacions mitjanes de Stanley | Temperatures i precipitacions mitjanes de Stanley | Temperatures i precipitacions mitjanes de Stanley | Temperatures i precipitacions mitjanes de Stanley | Temperatures i precipitacions mitjanes de Stanley | Temperatures i precipitacions mitjanes de Stanley | Temperatures i precipitacions mitjanes de Stanley | Temperatures i precipitacions mitjanes de Stanley | Temperatures i precipitacions mitjanes de Stanley | Temperatures i precipitacions mitjanes de Stanley | Temperatures i precipitacions mitjanes de Stanley | Temperatures i precipitacions mitjanes de Stanley | Temperatures i precipitacions mitjanes de Stanley |
| Mes                                               | Gen                                               | Feb                                               | Mar                                               | Abr                                               | Mai                                               | Jun                                               | Jul                                               | Ago                                               | Set                                               | Oct                                               | Nov                                               | Des                                               | Any                                               |
| ------------------------------------------------- | ------------------------------------------------- | ------------------------------------------------- | ------------------------------------------------- | ------------------------------------------------- | ------------------------------------------------- | ------------------------------------------------- | ------------------------------------------------- | ------------------------------------------------- | ------------------------------------------------- | ------------------------------------------------- | ------------------------------------------------- | ------------------------------------------------- | ------------------------------------------------- |
| Mitjana més altes °C (°F)                         | 14 (57)                                           | 14 (57)                                           | 12 (54)                                           | 8 (46)                                            | 6 (43)                                            | 3 (37)                                            | 4 (39)                                            | 5 (41)                                            | 6 (43)                                            | 9 (48)                                            | 11 (52)                                           | 13 (55)                                           | 9 (48)                                            |
| Mitjana diària °C (°F)                            | 10 (50)                                           | 11 (52)                                           | 9 (48)                                            | 6 (43)                                            | 4 (39)                                            | 2 (36)                                            | 2 (36)                                            | 3 (37)                                            | 4 (39)                                            | 6 (43)                                            | 8 (46)                                            | 10 (50)                                           | 6 (43)                                            |
| Mitjana més baixes °C (°F)                        | 7 (45)                                            | 7 (45)                                            | 6 (43)                                            | 3 (37)                                            | 2 (36)                                            | 1 (34)                                            | 1 (34)                                            | 1 (34)                                            | 1 (34)                                            | 2 (36)                                            | 4 (39)                                            | 6 (43)                                            | 3 (37)                                            |
| Mitjana dies amb precipitació                     | 27                                                | 24                                                | 25                                                | 28                                                | 29                                                | 27                                                | 27                                                | 26                                                | 25                                                | 26                                                | 26                                                | 26                                                | 316                                               |
| Font: Weatherbase {{{accessdate}}}                |                                                   |                                                   |                                                   |                                                   |                                                   |                                                   |                                                   |                                                   |                                                   |                                                   |                                                   |                                                   |                                                   |